# Burgaronne
Burgaronne – miejscowość i gmina we Francji, w regionie Nowa Akwitania, w departamencie Pireneje Atlantyckie.
Według danych na rok 1990 gminę zamieszkiwały 94 osoby, a gęstość zaludnienia wynosiła 18 osób/km² (wśród 2290 gmin Akwitanii Burgaronne plasuje się na 1082. miejscu pod względem liczby ludności, natomiast pod względem powierzchni na miejscu 1414.).